# Bolivianischer Koriander
Bolivianischer Koriander oder Peruanischer Koriander (Porophyllum ruderale) ist eine Pflanzenart aus der Familie der Korbblütler (Asteraceae). 

## Verwendung
Seine Blätter können zum Würzen von Speisen verwendet werden. Typischerweise wird diese Pflanzenart in Mexiko und Südamerika kultiviert und findet dort vor allem Verwendung für Salsa oder Llajhua. Ihr Geschmack wird beschrieben als eine Mischung zwischen Rauke, Echtem Koriander und Weinraute.

## Namen
Da seine Blätter zum Würzen von Speisen verwendet werden können, ist auch die Bezeichnung „Koriander“ in Gebrauch, obwohl diese Pflanzenart zu einer ganz anderen Pflanzenfamilie gehört als die in Europa bekannte Gewürzpflanze Echter Koriander (Coriandrum sativum) aus der Familie der Doldenblütler (Apiaceae).
Trivialnamen in anderen Sprachen sind: span.: Yerba porosa, in Mexiko: Papalo oder Papaloquelite, in Peru und Bolivien Killi oder Quillquiña, Quilquiña oder Quirquiña; port.: Couve Cravinho, Couvinha, Cravo De Urubu, Erva Couvinha.

## Beschreibung

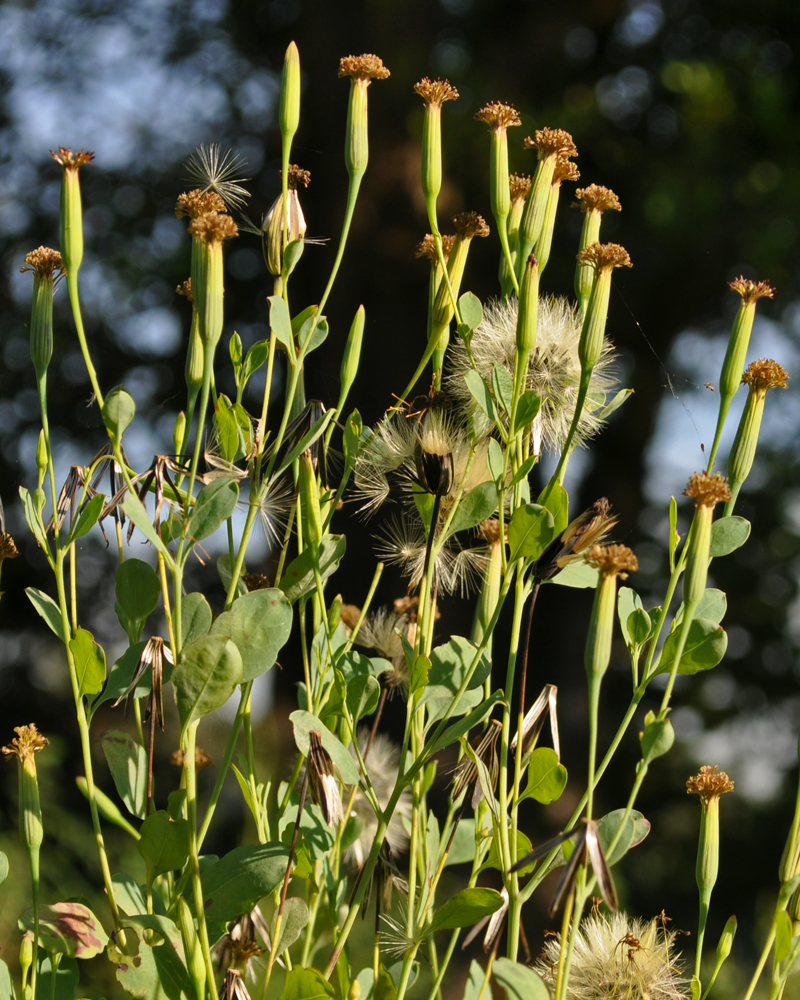
Ausschnitt eines Blütenstandes mit vielen kleinen Blütenkörbchen während der Blütezeit und fruchtend.

Beim Bolivianischen Koriander handelt es sich um eine einjährige krautige Pflanze, die maximale Wuchshöhen von etwa 1,50 Meter und einen Durchmesser von etwa 1 Meter erreichen kann. Die schlank gestielten Laubblätter sind kahl, gestutzt bis stumpf oder abgerundet, seltener spitz oder eingebuchtet und eiförmig bis elliptisch. Der Blattrand ist ganz oder grob bis leicht gekerbt.
In Gesamtblütenständen stehen viele körbchenförmige Teilblütenstände zusammen. Die Blütenkörbchen besitzen eine lange und schmale zylindrische bis leicht kegelige Hülle aus wenigen grünen zweireihigen Hüllblättern. Die Blütenkörbchen enthalten ausschließlich zwittrige Röhrenblüten. Die Kronblätter sind unauffällig grünlich bis weißlich oder etwas rötlich überlaufen. Die Kronblätter werden von den gelblichen Griffeln deutlich überragt.
Es werden längliche, leicht behaarte Achänen mit langem Pappus gebildet.

## Vorkommen
Porophyllum ruderale kommt wild im südlichen Nordamerika sowie in Mittelamerika und in weiten Teilen Südamerikas vor.
Die Pflanze wächst an trockenen Hängen oder Straßenrändern. In Bolivien gedeiht sie wild bis ins kalte Hochland.

## Systematik
Synonyme für Porophyllum ruderale (Jacq.) Cass. sind: Cacalia porophyllum L., Cacalia ruderalis Sw., Kleinia porophyllum Willd., Kleinia ruderale Jacq., Porophyllum ellipticum Cass., Porophyllum genuinum Urb., Porophyllum porophyllum Kuntze.
Es gibt zwei Unterarten von Porophyllum ruderale (Jacq.) Cass.:
- Porophyllum ruderale subsp. macrocephalum (DC.) R.R.Johnson: Sie kommt aus dem mexikanischen Hochland.
- Porophyllum ruderale (Jacq.) Cass. subsp. ruderale